# I-74
I-74 (Interstate 74) — межштатная автомагистраль в Соединённых Штатах Америки. В данный момент построены четыре участка магистрали. По состоянию на 2002 год, общая протяжённость магистрали — 428,81 мили (690,1 км). В настоящее время проходит по территории пяти штатов.
| Штат  | миль   | км      |
| ----- | ------ | ------- |
| IA    | 5,36   | 8,63    |
| IL    | 220,34 | 354,6   |
| IN    | 171,54 | 276,07  |
| OH    | 19,47  | 31,33   |
| WV    | —      | —       |
| VA    | —      | —       |
| NC    | 75,1   | 125,25  |
| SC    | —      | —       |
| Всего | 668,75 | 1076,25 |

## Маршрут магистрали
В настоящее время отрезки, обозначенные как I-74, присутствуют в штатах Айова, Иллинойс, Индиана, Огайо и Северная Каролина.

### Айова
По территории Айовы I-74 проходит 8,6 км на юг от западного конца на пересечении с I-80 до реки Миссисипи и границы с Иллинойсом. Всё это время Interstate 74 соединена с US 6.

### Иллинойс
I-74 попадает на территорию Иллинойса в городе Молин и направляется на юг. В городе Гейлсберг пересекает US 34 и поворачивает на юго-восток. Проходит через город Пеория, затем направляется в сторону Блумингтона и Нормала. В городе Шампейн Interstate 74 пересекает Interstate 57. После города Дэнвилл магистраль пересекает границу с Индианой.

### Индиана
Interstate 74 проходит по Индиане от границы с Иллинойсом до города Харрисон и границы с Огайо. Проходит через город Крофордсвилл, в городе Индианаполис на какое-то время соединяется с I-465 и пересекает I-65 и I-70.

### Огайо
На территорию Огайо Interstate 74 попадает из Индианы. Восточный конец располагается на пересечении с I-75, немного южнее центра города Цинциннати. На протяжении всего пути в Огайо I-74 соединена с магистралью US 52.

### Северная Каролина
В настоящее время I-74 существует в Северной Каролине в виде трёх отрезков. Западный конец первого находится на границе с Виргинией, здесь I-74 соединена с I-77; восточный — на US 52. Второй отрезок располагается между центром города Хай-Пойнт и городом Гленола. Последний отрезок начинается на пересечении с US 74 Bus. в округе Роубсон, пересекает I-95, и заканчивается в городе Ламбертон, на NC 41.

## Основные развязки
- US 34, Гейлсберг, Иллинойс
- I-55 / US 51, Блумингтон, Иллинойс
- I-57, Шампейн, Иллинойс
- I-65, Индианаполис, Индиана
- I-70, Индианаполис, Индиана
- I-465 / US 31 / US 36 / US 40 / US 136 / US 421 / SR 37 / SR 67, Индианаполис, Индиана
- I-75, Цинциннати, Огайо
- I-77, Маунт-Эйри[англ.], Северная Каролина
- I-73, Эшборо, Северная Каролина
- I-95 / US 301, Ламбертон, Северная Каролина